# گرده‌زایلو (کلیبر)
گرده‌زایلو یکی از روستاهای استان آذربایجان شرقی است که در دهستان مولان بخش مرکزی شهرستان کلیبر واقع شده‌است.